# Bad Blumau
Bad Blumau là một đô thị thuộc huyện Fürstenfeld bang Steiermark, nước Áo. Đô thị Bad Blumau có diện tích 37,31 km², dân số thời điểm cuối năm 2008 là 1594 người.
Bản mẫu:Đô thị của Fürstenfeld